# Мезам
Мезам (фр. Mezam) — один из 7 департаментов Северо-Западного региона Камеруна. Находится в южной части региона, занимая площадь в 1 745 км².
Административным центром департамента является город Баменда (фр. Bamenda). Граничит с департаментами: Лебьялем (на юге), Момо (на западе), Менчум (на северо-западе), Бойо (на севере), Нго-Кетунджиа (на востоке) и Бамбутос (на юге и юго-востоке).

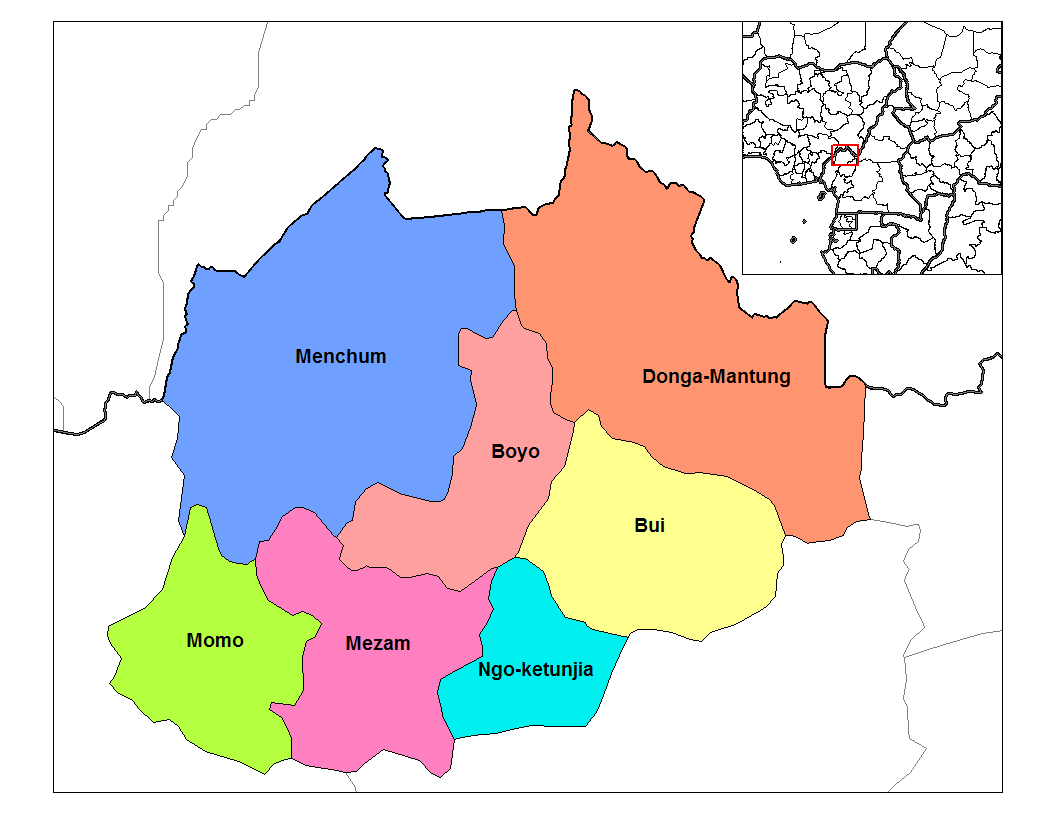
Департамент Мезам на карте Северо-Западного региона

## Административное деление
Департамент Мезам подразделяется на 5 коммун:
1. Бафут (фр. Bafut)
2. Бали (фр. Bali)
3. Баменда (фр. Bamenda) (городская коммуна со специальным статусом)
4. Санта (фр. Santa)
5. Тубах (фр. Tubah)